# Berthold Vogl
Berthold Vogl (* 29. Mai 1706 in Pfarrkirchen bei Bad Hall; † 25. April 1771 im Stift Kremsmünster) war ein österreichischer Benediktiner, Abt und Theologe. 

## Leben
Berthold Vogl wuchs auf einer dem Stift inkorporierten Pfarrei auf und besuchte das Stiftsgymnasium. Am 7. Oktober 1725 legte er die Mönchsgelübde im Stift ab und studierte danach Theologie an der Universität Salzburg, wo er die Priesterweihe empfing und am 25. November 1731 seine Primiz hielt. Nachdem er einige Jahre Kooperator in Ried gewesen, wurde er in Salzburg Professor der Philosophie, 1744 der Dogmatik und Moraltheologie. Als Professor der Philosophie suchte er seine Hörer neben der aristotelisch-thomistischen Philosophie auch mit der von Gottfried Wilhelm Leibniz und Christian Wolff bekannt zu machen. 
An der Philosophischen Fakultät in Salzburg war er 1737–1738 Dekan; 1744 wurde er zum Rektor der Universität Salzburg gewählt und alle drei Jahre bis 1756 wiedergewählt. Dieses Amt gab er auf, als er am 22. Februar 1759 zum Abt von Kremsmünster gewählt wurde.

## Werke
- Philosophia scolastica peripatetico-thomistice expensa. Salzburg 1737.
- Ecclesia seu appendix introductionis in theologiam scolastico-dogmaticam. Salzburg 1744.